# Рубан Станіслав Юрійович
Станісла́в Ю́рійович Рубан — солдат Збройних сил України, учасник російсько-української війни.

## Нагороди
31 жовтня 2014 року за особисту мужність і героїзм, виявлені у захисті державного суверенітету та територіальної цілісності України, вірність військовій присязі під час російсько-української війни, відзначений — нагороджений орденом «За мужність» III ступеня.